# Маграани (Душетский муниципалитет)
Маграани (груз. მაღრაანი) — село в Грузии, на территории Душетского муниципалитета края (мхаре) Мцхета-Мтианети.

## География
Село находится в северо-восточной части Грузии, к востоку от реки Хевсурская Арагви, на расстоянии приблизительно 46 километров (по прямой) к северо-востоку от города Душети, административного центра муниципалитета. Абсолютная высота — 1671 метр над уровнем моря.

## Население
По результатам официальной переписи населения 2014 года постоянное население в Маграани отсутствовало.
| Год  | Население, человек |
| ---- | ------------------ |
| 2002 | 0                  |
| 2014 | 0                  |